# Idaea diluta
Idaea diluta är en fjärilsart som beskrevs av Hans-Joachim Hannemann 1917. Idaea diluta ingår i släktet Idaea och familjen mätare. Inga underarter finns listade i Catalogue of Life.